# Aula Leopoldina

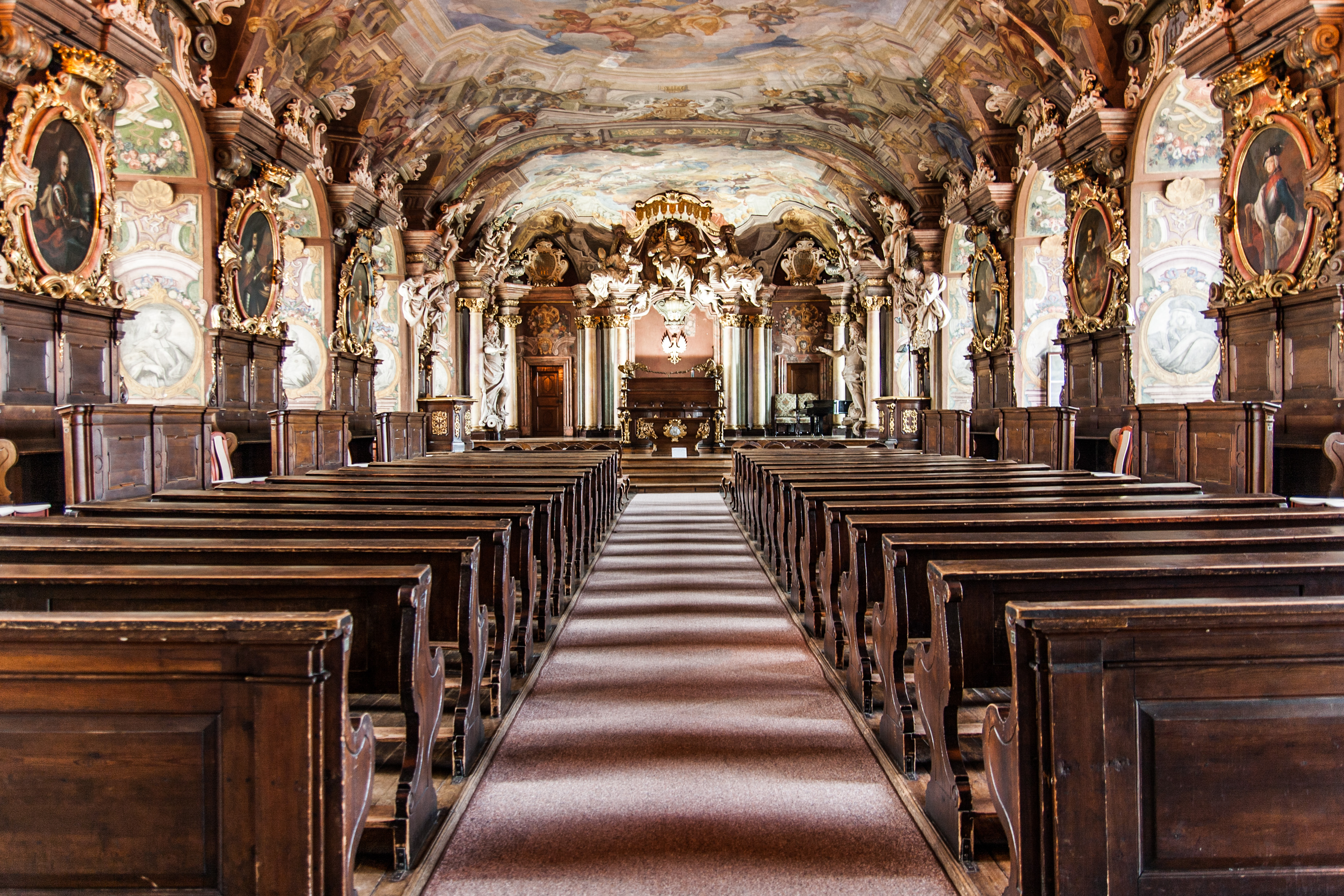
Aula Leopoldina

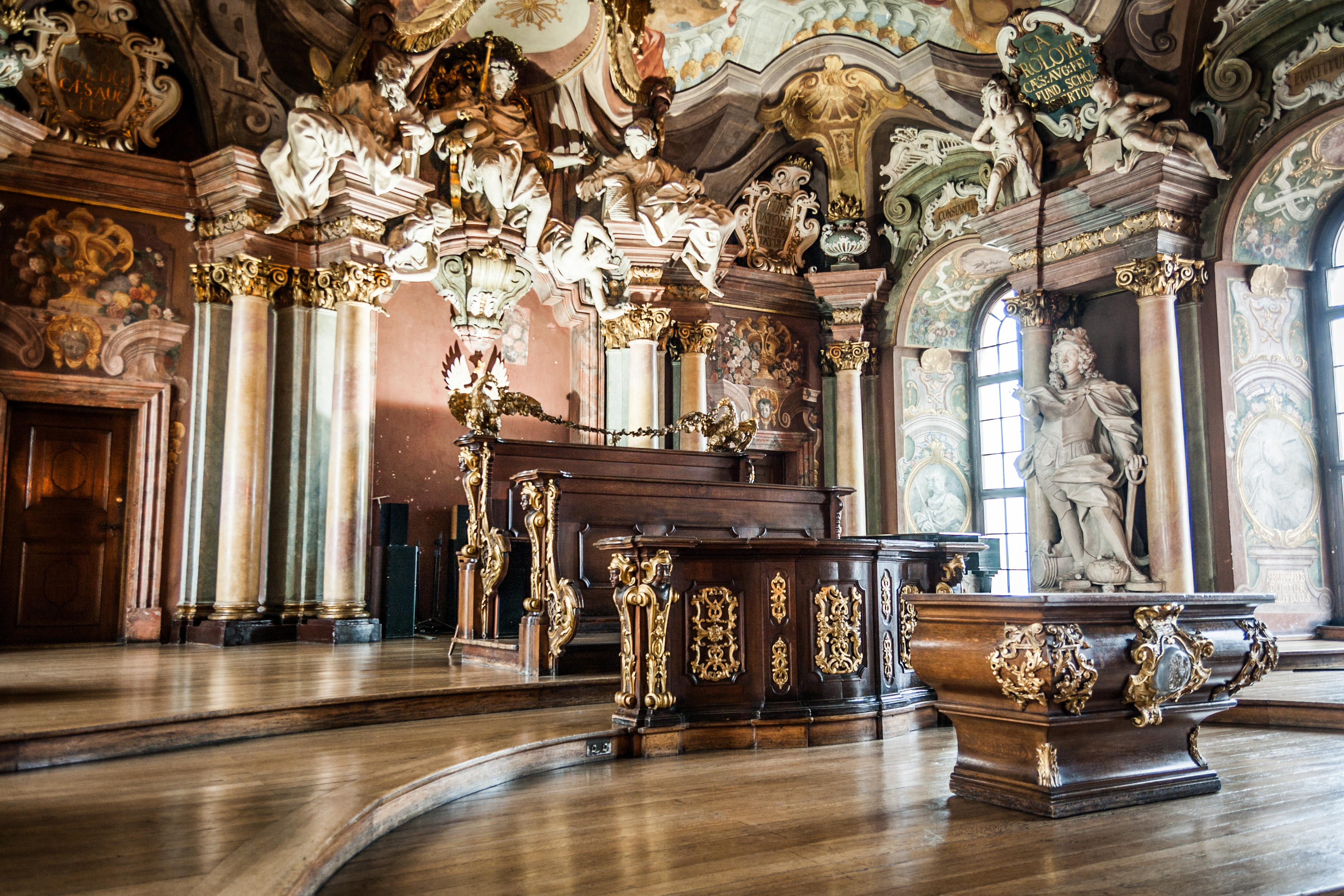
Blick zum Podium

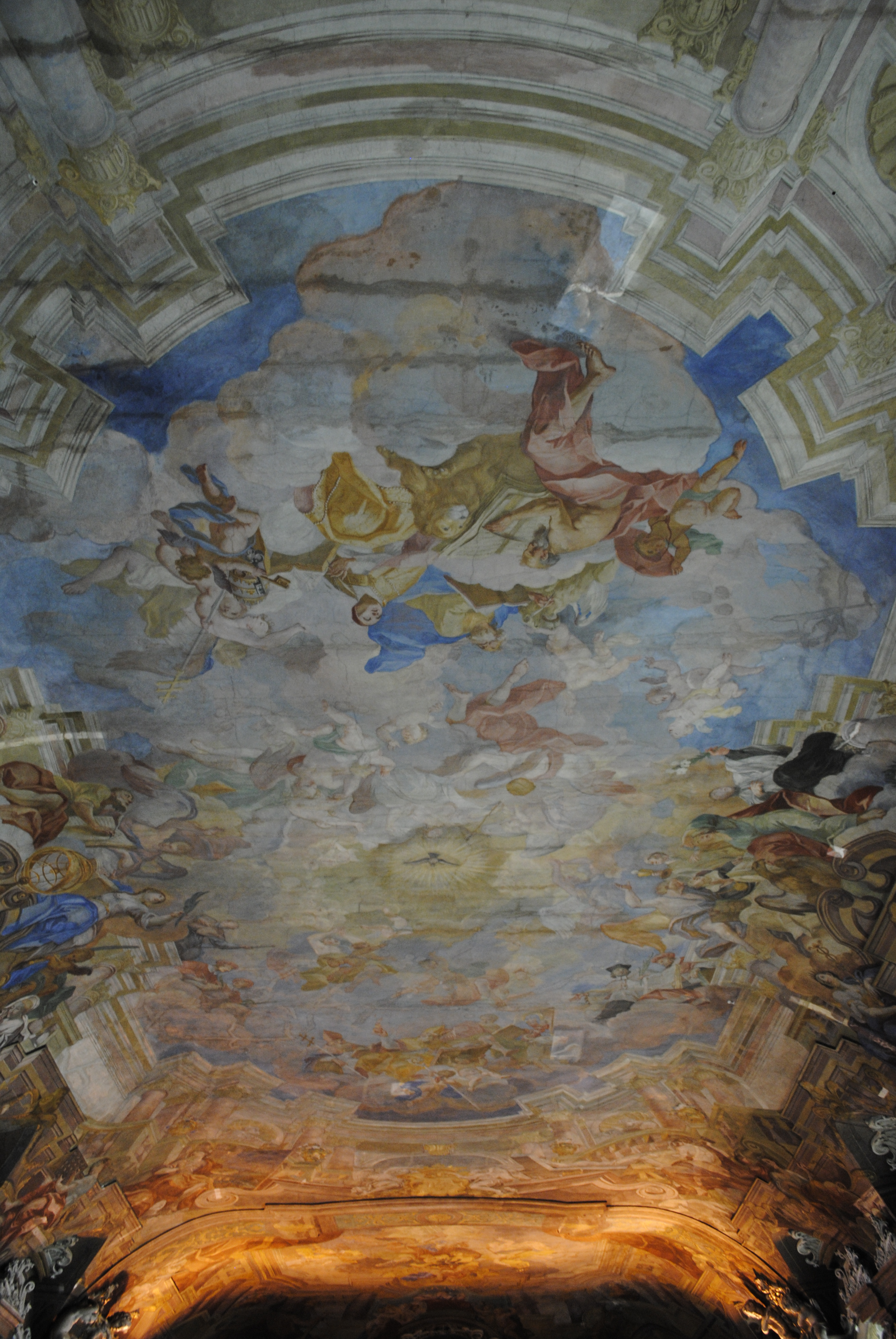
Fresken an der Decke

Die Aula Leopoldina (Auditorium Academicum) ist die barocke Aula der Universität Breslau.

## Geschichte
Die Aula Leopoldina wurde 1728 bis 1732 zu Ehren des Gründers der Universität zu Breslau, des Römisch-deutschen Kaisers Leopold I. aus der Dynastie der Habsburger erbaut. Auftraggeber war dessen Sohn Kaiser Karl VI., der so wie sein Vater König von Böhmen und somit schlesischer Landesfürst war. Es handelt sich um Polens größten und einen der größten Barocksäle Europas.
Die Gestaltung des Saales entwarf Christoph Tausch. Die Stuckdekorationen führte der Bildhauer Franz Joseph Mangoldt aus und die Deckenmalerei Johann Christoph Handke. Für die Holzskulpturen war Christoph Hollandt verantwortlich.
Die Aula Leopoldina blieb während des Zweiten Weltkriegs unversehrt. Trotzdem wurde sie kaum genutzt und musste Ende der 90er Jahre umfangreich saniert werden. Ein großer Teil des Geldes für die Sanierung kam aus Deutschland von offiziellen Stellen, u. a. aus Mitteln des damaligen Bundespräsidenten Johannes Rau. Am 17. November 2001 wurde die Aula Leopoldina mit einem klassischen Konzert eines deutsch-polnischen Orchesters, dem Wroclaw Chamber Orchestra, offiziell wiedereröffnet.  
Die Aula ist heute sowohl ein Teil des Universitätsmuseums als auch ein Ort für offizielle, jährlich stattfindende Zeremonien, z. B. für Immatrikulationen. Wegen ihrer hervorragenden Akustik wird die Aula Leopoldina häufig für Konzerte genutzt.

## Ausstattung und Architektur
Der wegen der niedrigen Geschosshöhe in Trapezbauweise errichtete Saal gliedert sich in ein Podium auf der Westseite, das Auditorium und eine direkt über dem Eingang gelegene Musikempore. Die plastische Gestaltung im Bereich des Podiums preist die Verdienste der Kaiser um die Universität. Als Schirmherr von Wissenschaft und Kunst ist Leopold I. in der Mitte von „Fleiß“ (industria) und „Klugheit“ (consilio) flankiert, und „Torheit“ und „Zwietracht“ stürzen in die Tiefe. Statuen von Joseph I., dem Nachfolger Leopolds als Förderer der Universität, und Karl VI., der sich selber und seinen beiden habsburgischen Vorgängern mit diesem Prunksaal ein Denkmal setzen wollte, stehen seitlich an den Außenwänden.
Die Malereien über dem Mittelteil des Saales zeigen die Verherrlichung von Gottes Weisheit, Quelle des Wissens für alle, und geben Personifizierungen der damaligen Wissenschaft und Kunst wieder. Kleinere, in den Fensternischen enthaltene Skulpturen zeigen bedeutende Wissenschaftler und Künstler, aber auch kirchliche und weltliche Würdenträger.
An den Wänden hängen sechzehn Porträts des Jesuitenordens Order of Merit, der anfangs maßgeblich am Bau und Betrieb der Universität beteiligt war. Acht dieser Porträts wurden 1997 geraubt, wiederaufgefunden wurde nur eines. Die restlichen sieben Porträts wurden durch Kopien ersetzt.
Herausragend ist der reich mit Schnitzereien verzierte Eingangsbereich, der in die Halle führt. Der Bereich für Musiker über dem Eingang enthält zeitgenössische Fresken, darunter die Allegorie von Silesa (Schlesien), auf dem Thron sitzend, umgeben von Viadrus (Oder) und Wratislav (Wrocław). Der Boden der gesamten Aula ist mit Marmorplatten ausgelegt.